# 桥北站
桥北站位于辽宁省本溪市，为沈丹铁路上的一个火车站。
距离沈阳站95公里，丹东站182公里，隶属沈阳铁路局管辖。